# Cereté
Cereté là một khu tự quản thuộc tỉnh Córdoba, Colombia. Thủ phủ của khu tự quản Cereté đóng tại Cereté Khu tự quản Cereté có diện tích 266 ki lô mét vuông. Đến thời điểm ngày 28 tháng 5 năm 2005, khu tự quản Cereté có dân số 65965 người.